# Észlelés

A Necker-kocka és Rubin-váza kétértelmű képek, amelyek az észlelés sokrétűségének értelmezését szolgálják

Az észlelés olyan folyamat a filozófiában, pszichológiában és a kognitív tudományban, amely az érzéki információk megértésére, illetve a tudatosság megvalósítására szolgál. Az "észlelés", mint elnevezés egy latin szóból, a percipio igéből származó perceptio szóból ered, melynek jelentése befogadás, összegyűjtés, birtokba vétel mint cselekvés, ésszel, elmével való felfogás.
Az észlelés a pszichológia legősibb kutatási területei közé tartozik. A legrégebbi mennyiségi törvény a pszichológiában a Weber–Fechner-törvény. Elve, hogy a különböző ingerintenzitások esetén a különbségi küszöb legnagyobbrészt az inger állandó törtrésze. A különbségi küszöb az a minimális érték, amennyivel az ingerintenzitásnak változnia kell ahhoz, hogy az érzékletben észrevehető változást okozzon. Fechner tudatában volt annak, hogy a különbségi küszöb még ha nem is állandó, aránya mégis változatlan a kezdeti ingerértékhez viszonyítva. Weber pedig különböző ingerek alkalmazásával kimutatta, hogy állandó arányú növekedés az inger erősségében elégséges ahhoz, hogy éppen észrevehető változást okozzon az érzékletben.
Az észlelés kezdeti tanulmányozása okot adott a gestaltpszichológiának, hogy nagyobb hangsúlyt fektessen a teljes körű megközelítésre.
Amit valaki észlel, az tapasztalatai kölcsönhatásainak eredménye, beleértve a kultúráját és az észlelt dolog értelmezését.

## Típusai
A tudatosságnak két típusát különböztetjük meg, amelyek jelentős vonatkozásban vannak az észleléssel: az érzékelhető (valamely esemény, mely észlelhető és fizikai) és a pszichológiai típus. A különbséget minden „látó” ember képes egyszerűen bizonyítani szemének kinyitásával és becsukásával: olyan szenzoros modalitás nélkül, mint a látás, az érzékelt tudatosság gondolata hiányzik. A jelenlevő tudatos, teljes és gazdag érzékelés által, mint a látás, összehasonlítás alapján semmi sincs jelen, ha az érzékek nem működnek, mint például amikor be van csukva a szemünk. Ezen szabályt alkalmazva megérthető, hogy az esetek mérhetetlen többségében a logikai megoldást az egyszerű emberi érzékelésen keresztül érjük el.
Platón barlanghasonlata ezek magyarázatául szolgált.
A passzív percepció (kigondolója René Descartes) során különböző esetek sorozatát feltételezhetjük: környezet → bemenet (érzékek) → feldolgozás (agyban) → kimenet (reakció). Bár a pszichológusok, filozófusok és neurológusok nagy része alátámasztja ezt az állítást, a teória háttérbe szorult manapság. Az aktív percepció elmélete az érzéki csalódás (illúzió) kutatása során is felmerült, különösen Richard L. Gregory munkálatai folyamán. Mivel ez az elképzelés mindinkább bizonyítékot nyer kísérletek sora által, feltételezhetjük, hogy erőteljes kapcsolat van „leírás” (agyban) ↔ érzékek ↔ környezet között, mely tényezők mindegyike igaz a tapasztalás lineáris koncepciójára.

## Észlelés és valóság
A vizuális észlelés esetében néhány ember képes látni az észlelt változást „lelki szemeik előtt”. Mások, akik nem vizuális gondolkodók, nem feltétlenül érzékelik a „formaváltást” mint világuk változását. Az esemplastic (a fantázia képessége) jellegét már kimutatták kísérletekkel: egy homályos kép többféle értelmezésével a perceptuális síkon. Jerome Bruner és Mary Potter homályos, kétértelmű képek ingerként való alkalmazásával akadályozták a közvetlen észlelést vizsgálataik során. Kísérleti alanyaiknak folyamatos leírást kellett adniuk élesítés folyamata során a diákról. Érdekes, hogy a leírások meglehetősen pontatlanok voltak eleinte (például egy földkupacot csokoládéfagylaltnak néztek). A „Vajon a pohár félig üres, vagy félig tele van?” kérdés pedig megfelelően demonstrálja azt, hogy egy tárgyat különböző módon is meg lehet figyelni.
Ahogyan egy tárgy megfigyelése többféle értelmezést is adhat, ugyanúgy érzékelhetjük annak hiányát is. Ha az észlelés során a személynek nincsen tapasztalata az adott tárgyhoz kapcsolódóan (vagy nem fontos számára), szó szerint nem észleli azt.
Az észlelés mint folyamat az emberi látásnál már rutinosan működik. Amikor az ember egy olyan fogalommal találkozik, amelyről már előre kialakított koncepcióval rendelkezik, képes szabályozni, hogy az adott fogalmat, tárgyat észrevegye-e, vagy sem. Ezen problémával találkozhatunk abban az esetben, amikor képtelenek vagyunk az új információ megértésére csupán amiatt, hogy nem tudunk elvonatkoztatni korábbi ismereteinktől, tapasztalatainktól. Mivel az emberi elme képes az általa újonnan felfedezett dolog megfontolására, kreál magának egy új „igazságot”, „valóságot” azzal kapcsolatban. Amikor nem értünk valamit, akkor az elménk megpróbálja az új információt egy már korábban megélt eseményhez, tárgyhoz, gondolatkörhöz kötni, és új „szabályt” létrehozni, és azokhoz szorosan hozzákapcsolni.
Ezt a zűrzavaros kétértelműséget több esetben is kihasználják az emberi technológiák, mint például az álcázás, a biológiai mimika. A pávaszempillangók például, melyek szárnyai egy ragadozó szeméhez hasonlítanak, könnyen becsapják az állatokat álcázási képességeikkel.
Az érzékcsalódás nem befolyásolható a látás esetében. Például Robles-De-La-Torre & Hayvard 2001-ben a tapintás érzékelésének kutatása során felfedezték, hogy a kinesztézia (az izmokban, inakban és ízületekben levő receptorokból származó információ egy végtag mozgásáról és helyzetéről) segít a korábbi tapasztalatok felelevenítésében.
A kognitív elméletek elfogadják az inger „szegénységét”. Ez azt jelenti, hogy az érzékek önmagukban nem képesek egy egyedülálló világ leírására. A mentális modell szerepe az érzékek gazdagítása. Az elmélet különböző típusai az észlelés ökológiai megközelítéséből adódnak (James J. Gibson foglalkozott ezzel a témával). Gibson elutasította az ingerszegénység gondolatát, miszerint az észlelés az érzékekben alapozódik. Ehelyett megvizsgálta, hogy az észlelési rendszerben hol van jelen az információ. A világ leképezése és a valós világ közti arány 1 : 1. Ebből az következik, hogy az érzékelést nem kell gazdagítani, közvetlen jelenség. Az észlelést mint aktív folyamatot erőteljesen támogatta J.J. Gibson. Ez az aktív folyamat irányítja a cselekvést, és ez további cselekvésre indíthat. Például ha már korábban észleltünk egy tárgyat, egy későbbi alkalommal eldönthetjük, hogy megközelítsük vagy elkerüljük.
Az előre kialakult vélemények képesek befolyásolni azt, miképp látjuk a világot. Tehát a cselekvés minden esetben attól függ, hogy mit észleltünk. Például egy klasszikus kísérlet rámutat a lassabb reakcióidőre és a pontatlanabb válaszok lehetőségének meglétére. Jerome Bruner kártyafigurákkal végzett kísérletet. Egy pakli kártyában felcserélte a szimbólumok színeit (például piros pikket és fekete kőrt), és megfigyelték, hogy mennyi expozíciós időre van szüksége az alanynak a hiba felfedezésére.
Arra is vannak bizonyítékok, hogy az agy bizonyos késedelemmel ad csak idegi impulzust a test távoli jelzéseire.

## Lokalizáció
Először el kell különíteni a dolgot, folyamatot a háttértől. Az alaklélektan (gestaltpszichológia) ezzel és ennek zavaraival foglalkozik. A figura és háttér felcserélhető bizonyos esetekben.

## Felismerés
A felismerés az agy különböző területeit használja. Az észlelés egyik része a határolás / lokalizáció; a másik a felismerés, megfeleltetés. A kapcsolat / konnekció segítségével tároljuk az észlelt ingert.

## Föntről le folyamat – Kontextus
Az észlelést az ismeret és az elvárás irányítja. Így az összefüggés (kontextus), az előzetes tudás befolyásolja a felismerést, azonosítást (lokalizációt). Az alulról felfelé folyamat ösztönös, kiváltott (input által irányított).

## Látszólagos vagy valódi?
A mozgás látszólagos, valódi vagy kevert (trükkös). Látszólagos mozgás: a retinán állókép keletkezik, melyet mozgóképként észlelünk. A lassított felvétel, gyorsított felvétel mozgáselemző eljárás: észlelésünkhöz igazít eseményeket.
Valódi/indukált mozgás: szintén nem mozdul el a kép a retinán, viszont ebben az esetben a kisebb tárgy hátterében lévő nagyobb háttér mozdul el azt a látszatot keltve, hogy a kisebb tárgy mozog.

## Észlelés a cselekvésben
Az észlelés általában valamilyen cselekvést von maga után. Például sokszor az embernek át kell fürkésznie a környezetet, hogy megtalálja a kívánt tárgyat. Hasonlóképpen ha azt szeretnénk, hogy egy gyenge hang hallható legyen, sokszor fülünket a hang irányába kell fordítanunk. Ezek a példák rámutatnak arra, hogy maga az észlelés aktív folyamat. Attól függően, hogy az észlelés tárgya milyen közel van az észlelőhöz, az észlelés érdekes különbségeket tesz a különböző érzékszervek között. Az érintés és az ízlelés (a szaglást is ide sorolhatjuk) modalitásának például a közeli érzékelésben van fontos szerepe, míg a látás és a hallás távoli érzékelésnek minősül. Az utóbbi két érzékszerv feladata, hogy helyettesítse a helyváltoztatást környezetünk megismerésekor.
Gibson korábbi munkájából ered az az ökológiai megközelítés, mely szerint az „észlelés a cselekvésben” az észlelés velejárója a cselekvés folyamata; enélkül értelmetlen, cselekvés nélkül a percepció pedig céltalan lenne. A cselekvés egyaránt igényli az érzékelést és a mozdulatot; az észlelést és mozgást pedig úgy lehetne leírni, mint „az érme két oldalát”, ahol maga az érme az akció. Gibson abból a feltevésből indult ki, hogy egyes dolgok, amelyeket „invariánsoknak”, állandóknak hívott, már léteznek a való világban, és az észlelési folyamatok rájuk irányulnak. A nézet, amely konstruktivizmus néven ismert (és olyan filozófusok támogatják, mint Ernst von Glasersfeld), úgy értelmezi a percepció és a cselekvés folyamatos kiigazítását, mint ami pontosan megállapítja az entitást (ezért nagyon messze van az állandótól).
Az „észlelés a cselekvésben” matematikai elméletét különböző formában, kontrollált mozgással kutatták és vizsgálták, majd az általános tau-elmélet segítségével különböző organizmusok fajtáinak sorát írták le. A teória szerint a tau információ, vagy a time-to goal információ alapvető „érzék” az érzékelésben. 

## Az észlelés biológiai megközelítései
Az észlelés és a biológiai eredmények egymásnak való megfeleltetésére különböző eljárásokat alakítottak ki egyes kutatók.

### Eljárások
A kiváltott potenciált (KP) vizsgáló eljárás az inger által kiváltott elektromos agyi aktivitás vizsgálatát jelenti. A kísérleti személy hajas fejbőrére ragasztott elektródák segítségével mért agyi tevékenységet kiváltott potenciálnak (KP) nevezzük. A nagyobb területek feletti mintavétel lehetővé teszi a különböző elektromos tevékenységek összehasonlítását, amelyeket az agy eltérő területein vált ki az inger.

#### Példák
N1 szelektív figyelmi folyamat következtében kimutatható potenciál: A kísérleti személy mindkét fülébe fülhallgatón keresztül hangingereket kap. Az az instrukció (utasítás), hogy csak a bal fülébe érkező rövid hangingerekre figyeljen, és számolja meg, hogy 3 perc alatt hány ilyen ingert észlelt. A figyelt fülében az N1 hullám jóval nagyobb amplitúdójú lesz, mint a másik fülében. Ez a növekedés a szelektív figyelmi folyamatok következménye.
Össze-nem-illési negativitás: Ha a fenti kísérletet megváltoztatjuk úgy, hogy a figyelt fülbe ritkán, a többitől eltérő (deviáns) hangot adunk, akkor egy 100-150 ms latenciájú (lappangó) negatív komponenst figyelhetünk meg (N2a).
N400 hullám: Ha szemantikailag nem odaillő szó áll a mondat végén, így értelmetlenné téve az egész mondatot, akkor az oda nem illő szó mint inger egy 400 ms-os latenciájú negatív potenciál rögzítő. 
CNV (contingent negtive variation): Ez a komponens akkor jelentkezik, amikor nem egy, hanem két ingerre kell figyelnie a kísérleti személynek. Az első inger (figyelmeztető inger) után egy kis idő elteltével jelenik meg a második (felszólító inger), ami egy feladat elvégzésére szólít fel. A két inger között egy negatív polaritású potenciál figyelhető meg, ami a várakozás és a feladatra való felkészülés folyamatával hozható összefüggésbe. 
Az agyletapogató (brain-scan) eljárások közé sorolhatjuk az egyik legjobban ismert technikát, a CT-t
(komputertomográfia – számítógépes rétegfelvétel), amely részletes információt ad az agy szerkezetéről; illetve a legfontosabb agyletapogató módszer a PET (pozitronemissziós tomográfia), mely az agyterületek közötti eltérő anyagcsere-folyamatokat fedi föl.
Az egysejt-módszerek az egyedi idegsejtek élettani válaszának regisztrálását jelenti, miközben az éberen viselkedő állat valamilyen észleléssel kapcsolatos feladatot hajt végre.
A léziós eljárás az idegrendszer egy bizonyos részének elpusztítása kapcsán kialakult változások mérésére szolgál; eszköze a lézió, amely az agy körülhatárolt területének roncsolását jelenti. A lézió erős elektromos áram alkalmazásával, idegsejtek elpusztítására kifejlesztett vegyi anyag befecskendezésével vagy sebészi eljárással érhető el. Egy agyterület léziója meggátolhatja bizonyos ingerek felismerését, viszont félrevezető lenne azt állítani, hogy csupán az eltávolított agyterület felelős ezen ingerek feldolgozásáért. Hiszen bizonyos funkciók helyreállhatnak az agyszövet károsítása után is úgy, hogy más agyterületek átveszik a károsodott területek funkcióját.

## Elméletek a vizuális érzékelésre
- Empirikus elméletek az észlelésre
- Anne Treisman a jellemző integrációs elmélet
- Interaktív aktiválás és verseny
- Irving Biederman elismerése az alkatrészek elméletéhez